# Simone del Vasto
Simone del Vasto, detto anche Simone di Butera, Simone d'Altavilla, Simone di Policastro, Simone Aleramico (Sicilia, ... – Sicilia, 1156), fu conte di Policastro, di Butera, di Paternò e signore di Cerami. Figlio di Enrico del Vasto e nipote di Adelaide del Vasto, alla morte del padre, divenne il capo degli Aleramici di Sicilia e il conte dei Lombardi di Sicilia.

## Biografia
Simone, figlio dell'aleramico Enrico del Vasto e di Flandina d'Altavilla, nipote di Adelaide del Vasto e del gran conte normanno Ruggero I d'Altavilla, alla morte del padre, ne ereditò i possedimenti, la contea di Butera e quella di Paternò, che allargò con la contea di Policastro (un territorio tra le attuali Campania, Basilicata e Calabria) e la signoria di Cerami, nell'area centro-meridionale dei monti Nebrodi, nell'attuale Sicilia nord-orientale.
Simone ebbe due figli, Manfredo che ereditò i titoli e i possedimenti paterni e Ruggero, figlio illegittimo nato fuori dal matrimonio, come riportato da Ugo Falcando, che fu uno dei capi della rivolta baronale del 1160 contro Guglielmo I di Sicilia.